# Bengt Lönnbom
Bengt Arne Vilhelm Lönnbom, född 22 juli 1933 i Lunds stadsförsamling i Malmöhus län, död 8 augusti 2024 i Sollentuna distrikt i Stockholms län, var en svensk officer i flygvapnet.

## Biografi
Lönnbom avlade officersexamen vid Krigsflygskolan 1956 och utnämndes samma år till fänrik vid Skånska flygflottiljen, där han tjänstgjorde 1956–1967, bland annat som divisionschef. Han befordrades till löjtnant 1958[källa behövs] och till kapten 1964. Han var detaljchef i Studieavdelningen vid Försvarsstaben 1967–1968, befordrades till major 1969, tjänstgjorde i Planeringsavdelningen vid Flygstaben 1971–1972, befordrades till överstelöjtnant 1972, tjänstgjorde i Planerings- och budgetavdelningen vid Försvarsdepartementet 1972–1975 och var detaljchef i Planeringsavdelningen vid Flygstaben 1975–1977. År 1977 befordrades han till överste, varpå han 1977–1979 var ställföreträdande chef för Bråvalla flygflottilj. Efter befordran till överste av första graden 1979 var han chef för Flygsektionen i staben vid Övre Norrlands militärområde 1979–1981. Åren 1981–1982 var han chef för chefen för flygvapnets projektgrupp för JAS och 1982–1984 chef för Systemavdelningen i Huvudavdelningen för flygmateriel i Försvarets materielverk. Lönnbom befordrades till generalmajor 1984, varefter han var chef för Flygstaben 1984–1987 och befälhavare för Nedre Norrlands militärområde 1987–1993.
År 1991 blev Lönnbom verkställande direktör för Carubel AB, där han sedan 2001 var arbetande styrelseordförande.[källa behövs]
Bengt Lönnbom invaldes som ledamot av Kungliga Krigsvetenskapsakademien 1980.